# كالفين ر. جونسون
كالفين ر. جونسون (بالإنجليزية: Calvin R. Johnson)‏ هو سياسي أمريكي، ولد في 22 مايو 1822 في الولايات المتحدة، وتوفي في 30 يناير 1897. حزبياً، نشط في الحزب الجمهوري. وقد انتخب عضو جمعية ولاية ويسكونسن.